# Station Serang
Station Serang is een spoorwegstation in Serang in de Indonesische provincie Banten. 
Het werd geopend op 1 juli 1900, toen het spoorgedeelte tussen Rangkasbitung en Serang werd voltooid.

## Bestemmingen
- Merak Commuter-lijn naar Station Rangkasbitung en Station Merak.